# Marco Fortes
Marco Fortes (ur. 26 września 1982) – portugalski lekkoatleta, kulomiot.

## Osiągnięcia
- brązowy medal mistrzostw Europy juniorów w lekkoatletyce (Grosseto 2001)
- srebrny medal mistrzostw ibero-amerykańskich (Rio de Janeiro 2016)
- finalista mistrzostw świata i Europy
- wielokrotny mistrz i rekordzista kraju

W 2008 Fortes reprezentował Portugalię podczas igrzysk olimpijskich w Pekinie. 38. lokata w eliminacjach nie dała mu awansu do finału. W 2012 podczas igrzysk w Londynie ponownie nie udało mu się awansować do olimpijskiego finału - zajął 15. lokatę w konkursie kwalifikacyjnym.

## Rekordy życiowe
- pchnięcie kulą (stadion) – 21,02 (2012) były rekord Portugalii
- pchnięcie kulą (hala) – 20,91 (2012) były rekord Portugalii